# مامونتوفسکی
مامونتوفسکی (روسی: Мамонтовский) یک منطقهٔ مسکونی در روسیه است که در سرزمین آلتای واقع شده‌است.